# 2011-es MoveThatBlock.com Indy 225
A 2011-es MoveThatBlock.com Indy 225 volt a 2011-es Izod IndyCar Series szezon tizenkettedik futama. A versenyt 2011. augusztus 14-én rendezték meg a loudoni New Hampshire Motor Speedway-en. A versenyt az ABC közvetítette.

## Nevezési lista
| Csapat                          | Első pilóta | Első pilóta         | Második pilóta | Második pilóta    | Harmadik pilóta | Harmadik pilóta | Negyedik pilóta | Negyedik pilóta  |
| ------------------------------- | ----------- | ------------------- | -------------- | ----------------- | --------------- | --------------- | --------------- | ---------------- |
| Newman/Haas Racing              | 2           | Oriol Servià        | 06             | James Hinchcliffe |                 |                 |                 |                  |
| Team Penske                     | 3           | Hélio Castroneves   | 6              | Ryan Briscoe      | 12              | Will Power      |                 |                  |
| Panther Racing                  | 4           | J. R. Hildebrand    |                |                   |                 |                 |                 |                  |
| KV Racing Technology - Lotus    | 5           | Szató Takuma        | 59             | E. J. Viso        | 82              | Tony Kanaan     |                 |                  |
| Andretti Autosport              | 7           | Danica Patrick      | 26             | Marco Andretti    | 27              | Mike Conway     | 28              | Ryan Hunter-Reay |
| Target Chip Ganassi Racing      | 9           | Scott Dixon         | 10             | Dario Franchitti  | 38              | Graham Rahal    | 83              | Charlie Kimball  |
| A.J. Foyt Enterprises           | 14          | Vitor Meira         |                |                   |                 |                 |                 |                  |
| Dale Coyne Racing               | 18          | James Jakes         | 19             | Alex Lloyd        |                 |                 |                 |                  |
| Dreyer & Reinbold Racing        | 22          | Tomas Scheckter     | 24             | Ana Beatriz       |                 |                 |                 |                  |
| Rahal Letterman Laningan Racing | 30          | Pippa Mann          |                |                   |                 |                 |                 |                  |
| Conquest Racing                 | 34          | Sebastian Saavedra  |                |                   |                 |                 |                 |                  |
| Sarah Fisher Racing             | 67          | Ed Carpenter        |                |                   |                 |                 |                 |                  |
| Sam Schmidt Motorsports         | 77          | Alex Tagliani       |                |                   |                 |                 |                 |                  |
| HVM Racing                      | 78          | Simona de Silvestro |                |                   |                 |                 |                 |                  |
| HIVATALOS NEVEZÉSI LISTA        |             |                     |                |                   |                 |                 |                 |                  |

## Eredmények

### Időmérő
| Pozíció               | #  | Pilóta              | Csapat                          | Első kör | Második kör | Összesen   | Átl. seb. (MPH) |
| --------------------- | -- | ------------------- | ------------------------------- | -------- | ----------- | ---------- | --------------- |
| 1.                    | 10 | Dario Franchitti    | Chip Ganassi Racing             | 21.6008  | 21.5968     | 00:43.1976 | 170.843         |
| 2.                    | 2  | Oriol Servià        | Newman/Haas Racing              | 21.7374  | 21.7175     | 00:43.4549 | 169.831         |
| 3.                    | 82 | Tony Kanaan         | KV Racing Technology - Lotus    | 17.9301  | 17.8631     | 00:35.7932 | 179.833         |
| 4.                    | 06 | James Hinchcliffe   | Newman/Haas Racing              | 21.7476  | 21.7692     | 00:43.5168 | 169.590         |
| 5.                    | 28 | Ryan Hunter-Reay    | Andretti Autosport              | 21.7481  | 21.7738     | 00:35.8648 | 169.570         |
| 6.                    | 6  | Ryan Briscoe        | Team Penske                     | 21.7978  | 21.7546     | 00:43.5524 | 169.451         |
| 7.                    | 9  | Scott Dixon         | Chip Ganassi Racing             | 21.8215  | 21.8176     | 00:43.6391 | 169.114         |
| 8.                    | 5  | Szató Takuma        | KV Racing Technology - Lotus    | 21.8201  | 21.8372     | 00:43.6573 | 169.044         |
| 9.                    | 3  | Hélio Castroneves   | Team Penske                     | 21.8755  | 21.8226     | 00:43.6981 | 168.886         |
| 10.                   | 83 | Charlie Kimball     | Chip Ganassi Racing             | 21.9488  | 21.8667     | 00:43.8155 | 168.434         |
| 11.                   | 4  | J. R. Hildebrand    | Panther Racing                  | 22.0255  | 21.8909     | 00:43.9164 | 168.047         |
| 12.                   | 27 | Mike Conway         | Andretti Autosport              | 21.9883  | 21.9789     | 00:43.9672 | 167.852         |
| 13.                   | 12 | Will Power          | Team Penske                     | 22.1838  | 22.0048     | 00:44.1886 | 167.011         |
| 14.                   | 19 | Alex Lloyd          | Dale Coyne Racing               | 22.1818  | 22.0424     | 00:44.2242 | 166.877         |
| 15.                   | 7  | Danica Patrick      | Andretti Autosport              | 22.1790  | 22.0566     | 00:44.2356 | 166.834         |
| 16.                   | 77 | Alex Tagliani       | Sam Schmidt Motorsports         | 22.1499  | 22.0922     | 00:44.2421 | 166.809         |
| 17.                   | 59 | E. J. Viso          | KV Racing Technology - Lotus    | 22.2031  | 22.1117     | 00:44.3148 | 166.536         |
| 18.                   | 22 | Tomas Scheckter     | Dreyer & Reinbold Racing        | 22.1879  | 22.1682     | 00:44.3561 | 166.381         |
| 19.                   | 14 | Vitor Meira         | A. J. Foyt Enterprises          | 22.1255  | 22.2646     | 00:44.3901 | 166.253         |
| 20.                   | 18 | James Jakes         | Dale Coyne Racing               | 22.3455  | 22.3101     | 00:44.6556 | 165.265         |
| 21.                   | 24 | Ana Beatriz         | Dreyer & Reinbold Racing        | 22.5810  | 22.1577     | 00:44.7387 | 164.958         |
| 22.                   | 26 | Marco Andretti      | Andretti Autosport              | 22.4444  | 22.3583     | 00:44.8027 | 164.722         |
| 23.                   | 38 | Graham Rahal        | Chip Ganassi Racing             | 22.7185  | 22.3320     | 00:45.0505 | 163.816         |
| 24.                   | 34 | Sebastian Saavedra  | Conquest Racing                 | 22.7469  | 22.7286     | 00:45.4755 | 162.285         |
| 25.                   | 67 | Ed Carpenter        | Sarah Fisher Racing             | 22.9183  | 22.7121     | 00:45.6304 | 161.734         |
| 26.                   | 78 | Simona de Silvestro | HVM Racing                      | 23.5694  | 23.3064     | 00:46.8758 | 157.437         |
| 27.                   | 30 | Pippa Mann          | Rahal Letterman Laningan Racing |          |             | Nincs idő  |                 |
| HIVATALOS VÉGEREDMÉNY |    |                     |                                 |          |             |            |                 |

## Rajtfelállás
| Rajtsor | Belső ív | Belső ív          | Külső ív | Külső ív            |
| ------- | -------- | ----------------- | -------- | ------------------- |
| 1       | 10       | Dario Franchitti  | 2        | Oriol Servià        |
| 2       | 82       | Tony Kanaan       | 06       | James Hinchcliffe   |
| 3       | 28       | Ryan Hunter-Reay  | 6        | Ryan Briscoe        |
| 4       | 9        | Scott Dixon       | 5        | Szató Takuma        |
| 5       | 3        | Hélio Castroneves | 83       | Charlie Kimball     |
| 6       | 4        | J. R. Hildebrand  | 27       | Mike Conway         |
| 7       | 12       | Will Power        | 19       | Alex Lloyd          |
| 8       | 7        | Danica Patrick    | 77       | Alex Tagliani       |
| 9       | 59       | E. J. Viso        | 22       | Tomas Scheckter     |
| 10      | 14       | Vitor Meira       | 18       | James Jakes         |
| 11      | 24       | Ana Beatriz       | 26       | Marco Andretti      |
| 12      | 38       | Graham Rahal      | 34       | Sebastian Saavedra  |
| 13      | 67       | Ed Carpenter      | 78       | Simona de Silvestro |

### Verseny
| Pozíció               | #  | Pilóta              | Csapat                          | Futott kör | Idő/Kiesés oka                    | Rajthely | Élen töltött körök száma | Pont |
| --------------------- | -- | ------------------- | ------------------------------- | ---------- | --------------------------------- | -------- | ------------------------ | ---- |
| 1.                    | 28 | Ryan Hunter-Reay    | Andretti Autosport              | 215        | 1:58:01.5843                      | 5        | 71                       | 50   |
| 2.                    | 2  | Oriol Servià        | Newman/Haas Racing              | 215        | +0.2361                           | 2        | 0                        | 40   |
| 3.                    | 9  | Scott Dixon         | Chip Ganassi Racing             | 215        | +1.4839                           | 7        | 2                        | 35   |
| 4.                    | 06 | James Hinchcliffe   | Newman/Haas Racing              | 215        | +2.1750                           | 4        | 0                        | 32   |
| 5.                    | 12 | Will Power          | Team Penske                     | 215        | +2.8250                           | 13       | 12                       | 30   |
| 6.                    | 7  | Danica Patrick      | Andretti Autosport              | 215        | +3.6173                           | 15       | 0                        | 28   |
| 7.                    | 5  | Szató Takuma        | KV Racing Technology - Lotus    | 215        | +4.1174                           | 8        | 13                       | 26   |
| 8.                    | 6  | Ryan Briscoe        | Team Penske                     | 214        | +1 Kör                            | 6        | 2                        | 24   |
| 9.                    | 83 | Charlie Kimball     | Chip Ganassi Racing             | 213        | +2 Kör                            | 0        | 0                        | 22   |
| 10.                   | 14 | Vitor Meira         | A.J. Foyt Enterprises           | 212        | +3 Kör                            | 19       | 0                        | 20   |
| 11.                   | 67 | Ed Carpenter        | Sarah Fisher Racing             | 212        | +3 Kör                            | 25       | 0                        | 19   |
| 12.                   | 59 | E. J. Viso          | KV Racing Technology - Lotus    | 212        | +3 Kör                            | 17       | 0                        | 18   |
| 13.                   | 19 | Alex Lloyd          | Dale Coyne Racing               | 211        | +4 Kör                            | 14       | 0                        | 17   |
| 14.                   | 24 | Ana Beatriz         | Dreyer & Reinbold Racing        | 210        | +5 Kör                            | 21       | 0                        | 16   |
| 15.                   | 34 | Sebastian Saavedra  | Conquest Racing                 | 210        | +5 Kör                            | 24       | 0                        | 15   |
| 16.                   | 78 | Simona de Silvestro | HVM Racing                      | 209        | +6 Kör                            | 26       | 0                        | 14   |
| 17.                   | 3  | Hélio Castroneves   | Team Penske                     | 202        | +13 Kör                           | 9        | 0                        | 13   |
| 18.                   | 18 | James Jakes         | Dale Coyne Racing               | 176        | Váltó                             | 20       | 0                        | 12   |
| 19.                   | 77 | Alex Tagliani       | Sam Schmidt Motorsports         | 137        | Tűz                               | 16       | 0                        | 12   |
| 20.                   | 10 | Dario Franchitti    | Chip Ganassi Racing             | 118        | Baleset Sato-val                  | 1        | 115                      | 15   |
| 21.                   | 4  | J. R. Hildebrand    | Panther Racing                  | 118        | Baleset Viso-val                  | 11       | 0                        | 12   |
| 22.                   | 82 | Tony Kanaan         | KV Racing Technology - Lotus    | 109        | Baleset Scheckter-el              | 3        | 0                        | 12   |
| 23.                   | 22 | Tomas Scheckter     | Dreyer & Reinbold Racing        | 109        | Baleset Andretti-vel és Kanaan-al | 18       | 0                        | 12   |
| 24.                   | 26 | Marco Andretti      | Andretti Autosport              | 109        | Baleset Scheckter-el              | 22       | 0                        | 15   |
| 25.                   | 27 | Mike Conway         | Andretti Autosport              | 0          | Baleset Rahal-al                  | 12       | 0                        | 10   |
| 26.                   | 38 | Graham Rahal        | Chip Ganassi Racing             | 0          | Baleset Conway-el                 | 23       | 0                        | 10   |
| 27.                   | 30 | Pippa Mann          | Rahal Letterman Laningan Racing | 0          | Nem indult                        | 27       | 0                        | 5    |
| HIVATALOS VÉGEREDMÉNY |    |                     |                                 |            |                                   |          |                          |      |

- A verseny távja eredetileg 225 körös lett volna de az eső miatt a 220. körben először megszakították a versenyt, később a 215. kör szerinti eredményeknek megfelelően kihirdették a NEM HIVATALOS végeredményt. A végeredmény azért nem hivatalos még mert a versenyt követően több csapat is óvást nyújtott be és ezekkel kapcsolatban vizsgálódnak. Augusztus 24-én a HIVATALOS végeredményt is kihirdették amiben semmi változás nincs a verseny napján kihirdetett eredményhez képest.

### Verseny statisztikák
A verseny alatt 8-szor változott az élen álló személye 6 versenyző között.
| Változás az élen | Változás az élen |
| Kör              | Élen             |
| ---------------- | ---------------- |
| 73               | Ryan Briscoe     |
| 75               | Dario Franchitti |
| 118              | Ryan Hunter-Reay |
| 165              | Scott Dixon      |
| 167              | Will Power       |
| 179              | Szató Takuma     |
| 192              | Ryan Hunter-Reay |

| Élen töltött körök száma | Élen töltött körök száma  |
| Körök                    | Versenyző                 |
| ------------------------ | ------------------------- |
| 115                      | Dario Franchitti          |
| 71                       | Ryan Hunter-Reay          |
| 12                       | Will Power                |
| 2                        | Ryan Briscoe, Scott Dixon |

| Sárga zászlók: 6 alkalommal összesen 66 körön át | Sárga zászlók: 6 alkalommal összesen 66 körön át          |
| Körök                                            | Ok                                                        |
| ------------------------------------------------ | --------------------------------------------------------- |
| 1-6                                              | #27-es és #38-as autó balesete a 2-es kanyarban           |
| 8-11                                             | #3-as autó kicsúszása a 2-es kanyarban                    |
| 75-106                                           | Eső                                                       |
| 110-117                                          | #22-es, #26-os és #82-es autó balesete a hátsó egyenesben |
| 119-124                                          | #4-es, #5-ös és #10-es autó balesete a célegyenesben      |
| 206-215                                          | Eső                                                       |

## Bajnokság állása a verseny után
Pilóták bajnoki állása
| Pozíció | Pilóta           | Pontok |
| ------- | ---------------- | ------ |
| 1       | Dario Franchitti | 443    |
| 2       | Will Power       | 396    |
| 3       | Scott Dixon      | 370    |
| 4       | Oriol Servià     | 308    |
| 5       | Tony Kanaan      | 295    |